# Семків Остап Іванович
Оста́п Іва́нович Се́мків (нар. 18 липня 1940, Глиняни, Львівська область — пом. 19 грудня 2007, Львів) — український політичний діяч та футбольний функціонер. Один із засновників НРУ. Президент ФК «Карпати» (Львів). Працював заступником міського голови Львова та начальником Управління житлово-комунального господарства Львівської області.

## Біографія
Семків Остап Іванович народився 18 липня 1940 року в селі Замістя Золочівського району Львівської області в сім'ї національно свідомих українців-патріотів. Батько, Семків Іван Петрович, був членом ОУН і районовим станичним, районовим провідником УПА, якого енкаведисти замордували в концтаборі «Озерлагу» поблизу Іркутська. Після арешту батька мати з сестрами змушені були переховуватися аж до амністії 1951 року. Десятирічного Остапа кинули в підвальну камеру Глинянського НКВС, де три дні били, не давали ні їсти, ні пити, вимагаючи видати місце перебування матері та сестер. Він мовчав, падав, плакав, але мовчав.
Почав працювати з 14 років, у 16 років, приписавши собі два роки став електриком. Закінчив «Львівську політехніку». Понад 20 років пропрацював на об'єднанні «Електрон» спочатку електриком, заступником начальника цеху, начальником цеху, головним енергетиком об'єднання.
7 травня 1989 року був делегатом установчої конференції «НРУ за перебудову», ініціатор створення одного з перших в Україні первинного осередку НРУ на ВО «Електрон», який нараховував понад 300 чоловік. Був делегатом першого та другого з'їздів НРУ. 21 січня 1990 року Остап Семків організував «Українську хвилю» на п'ятикілометровій ділянці біля села Ясенівка на Золочівщині — живого ланцюга людей через усю Україну — на честь 71-ї річниці Акту Злуки ЗУНР та УНР.
У 1990 році Остап Семків обраний депутатом Львівської міської ради, а 14 квітня 1990 року — заступником голови Львівського міськвиконкому. Протягом шести років займався комунальним господарством м. Львова. 14 вересня 1990 року керував знесенням, за розпорядження міськвиконкому, пам'ятника Леніну у Львові.
У 1994 році О. Семків балотувався у мери міста Львова, посів третє місце з восьми претендентів. З 1996 по 2000 рік працював начальником ЖКУ Львівської обласної адміністрації. Активно працював головою обласної комісії з увічнення пам'яті жертв війни та політичних репресій, був активним членом комісії з встановлення пам'ятника Степанові Бандері.
Був президентом ФК «Карпати» (Львів): 23 вересня 1996 — квітень 1998 та з 5 липня 1999 — жовтень 1999. Під його керівництвом «Карпати» здобули найвище місце в історії виступів у вищій лізі України — 3-тє місце в сезоні 1997/98. Був ініціатором участі в матчах на стадіоні «Україна» талісмана клубу, яким став восени 1997 року «Левчик» (його роль виконував актор Олександр Дейцев).
На виборах 1998 року кандидував у народні депутати України по багатомандатному загальнодержавному окрузі від виборчого блоку «Менше слів».
Після виходу на пенсію з 2002 по 2007 рік працював начальником відділу кадрів у міському комунальному підприємстві «Львівводоканалу».
19 грудня 2007 року Остап Семків помер.